# لیورنو فراریز
لیوورنو فراری شهرستانی (شهرداری) در استان ورسلی در ایتالیا منطقه پیدمونت، واقع در ۴۰ کیلومتری شمال شرقی شهر تورین و در حدود ۲۵ کیلومتری غرب ورسلی است.
در اصل به لیوورنو ورسلس یا لیوورنو پیدمونت (کوهپایه) شناخته می‌شد، بعد از آن شهر نام کنونی خود را از گالیله فراری، فیزیکدان مشهور، که در این شهر در سال ۱۸۴۷ به دنیا آمد، گرفت.

## جمعیت
بر اساس آمار اتباع خارجی شهر عبارتند از:
 رومانی ۱۵۳ ۳٬۳۷٪
 کرواسی ۱۲۲ ۲٬۶۸٪
 مراکش ۷۴ ۱٬۶۳٪

## شهرهای دوقلو
لیوورنو فراری با شهر پوندوشقوی در فرانسه شهرهای دوقلو هستند.